# Lukov (district de Zlín)
Pour les articles homonymes, voir Lukov.
Lukov (en allemand : Groß Lukau) est une commune du district et de la région de Zlín, en République tchèque. Sa population s'élevait à 1 756 habitants en 2020.

## Géographie
Lukov se trouve à 3,5 km à l'est-nord-est du centre de Fryšták, à 9 km au nord-est de Zlín, à 83 km à l'est de Brno et à 253 km au sud-est de Prague.
La commune est limitée par Vlčková au nord-est, par Zlín au sud-est et au sud, et par Fryšták à l'ouest.

## Histoire
La première mention écrite du village date de 1219.
La première mention, même indirecte, de l'existence du château remonte à 1235, sur une charte de la reine Constance, Lambertus plebanus de Lukov, en tant que témoin, Lambert pléban (prêtre), aurait travaillé dans l'édifice religieux dans le château. Le fait qu'un tel bâtiment ait existé a été mis en évidence par des fragments architecturaux décorés d'un motif de diamant et d'une griffe, provenant d'un portail richement décoré,
Les propriétaires du château de Lukov ont été successivement les Sternberg, Kunštátové, Nekšové z Landeka (cs), 
Prusinovští z Víckova (cs), Valdštejnové, Minkvicové z Minkvicburku, Rottalové (cs) et enfin les Seilern und Aspang (cs).

## Transports
Par la route, Lukov se trouve à 4 km de Fryšták, à 11,5 km de Zlín, à 94 km de Brno et à 299 km de Prague.